# Saut d'obstacles par équipes aux Jeux olympiques d'été de 2012
Navigation
Pékin/Hong Kong 2008 Rio de Janeiro 2016
L'épreuve du saut d'obstacles par équipes  des Jeux olympiques d'été 2012 de Londres s'est déroulée au Greenwich Park, du 4 au 6 août 2012.

## Règlement
Le saut d'obstacles consiste à enchaîner un parcours d'obstacles mobiles sans faute.
Les équipes nationales sont composées de 4 cavaliers et d'un réserviste. Le format comporte une première épreuve de vitesse qui compte pour la qualification individuelle et permet d'établir la liste de départ de la qualification par équipe. Puis a lieu une Coupe des Nations en 2 manches par équipe, à l'issue de laquelle sont attribués les titres par équipe. Les 35 mieux classés courent ensuite la finale individuelle en deux manches.

## Format de la compétition
Il y a un total de trois tours dans cette compétition de saut d'obstacles.
Premier tour : tous les cavaliers participent à ce tour. Les 60 meilleurs cavaliers individuels et tous les cavaliers membres d'une équipe (même s'ils se sont classés au-delà de la 60e place) se qualifient pour le second tour.
Deuxième tour : les 45 meilleurs cavaliers individuels en se basant sur les scores combinés des deux tours, et les huit meilleures équipes  classées sur cette manche avancent au troisième tour.
Troisième tour : le classement final pour l'épreuve par équipes est déterminé par la somme des scores au deuxième tour et troisième tour de la compétition par équipe.

## Programme
Tous les temps correspondent à l'UTC+1
| Date                 | Horaire         | Manche          |
| -------------------- | --------------- | --------------- |
| Samedi 4 août 2012   | 10 h 30         | Qualification 1 |
| Dimanche 5 août 2012 | 11 h 00         | Qualification 2 |
| Lundi 6 août 2012    | 14 h 00 16 h 37 | Finale Barrage  |

## Résultats
| Rang                                | Nom | 1re manche | 1re manche | 2e manche     | 2e manche     | Pénalités totales de l'équipe | Barrage       | Barrage       | Barrage                 | Barrage       |               |
| Rang                                | Nom | Pénalités  | Pénalités  | Pénalités     | Pénalités     | Pénalités totales de l'équipe | Pénalités     | Pénalités     | Temps                   | Temps         |               |
| Rang                                | Nom | Individuel | Équipe     | Individuel    | Équipe        | Pénalités totales de l'équipe | Individuel    | Équipe        | Individuel              | Équipe        |               |
| ----------------------------------- | --- | ---------- | ---------- | ------------- | ------------- | ----------------------------- | ------------- | ------------- | ----------------------- | ------------- | ------------- |
| Médaille d'or, Jeux olympiques      | Grande-Bretagne Scott Brash Peter Charles Ben Maher Nick Skelton                                             | 4 8 0      | 4          | 0 5 4 0       | 4             | 8                             | 4 0           | 0             | 48,01 61,27 48,14 47,27 |               |               |
| Médaille d'argent, Jeux olympiques  | Pays-Bas Marc Houtzager Gerco Schroder Maikel Van der Vleuten Jur Vrieling                                   | 0 4 0 8    | 4          | 0 4 0 8       | 4             | 8                             | 4 – 8 0       | 4             | 52,40 – 48,18 48,54     |               |               |
| Médaille de bronze, Jeux olympiques | Arabie saoudite Ramzy Al Duhami Abdullah ben Mutaib al-Saoud Kamal Bahamdan Abdullah Waleed Sharbatly        | 0 1 4      | 1          | 4 5 6         | 13            | 14                            | Non qualifiés | Non qualifiés | Non qualifiés           | Non qualifiés |               |
| 4                                   | Suisse Paul Estermann Steve Guerdat Werner Muff Pius Schwizer                                                | 0 4 0      | 4          | 8 4 12 0      | 12            | 16                            | Non qualifiés | Non qualifiés | Non qualifiés           | Non qualifiés |               |
| 5                                   | Canada Tiffany Foster Jill Henselwood Eric Lamaze Ian Millar                                                 | DSQ 4 1 0  | 5          | DSQ 9 8 4     | 21            | 26                            | Non qualifiés | Non qualifiés | Non qualifiés           | Non qualifiés |               |
| =6                                  | Suède Rolf-Göran Bengtsson Lisen Fredricson Jens Fredricson Henrik von Eckermann                             | 0 4 8 0    | 4          | 8 12 4 16     | 24            | 28                            | Non qualifiés | Non qualifiés | Non qualifiés           | Non qualifiés |               |
| =6                                  | États-Unis Richard Fellers Reed Kessler Elizabeth Madden McLain Ward                                         | 0 8 4      | 8          | 8 12 4 8      | 20            | 28                            | Non qualifiés | Non qualifiés | Non qualifiés           | Non qualifiés |               |
| 8                                   | Brésil Alvaro Alfonso De Miranda Neto Carlos Motta Ribas Rodrigo Pessoa Jose Roberto Reynoso Fernandez Filho | 0 – 4      | 8          | 8 – 5 46      | 59            | 67                            | Non qualifiés | Non qualifiés | Non qualifiés           | Non qualifiés |               |
| 9                                   | Mexique Jaime Azcárraga Federico Fernandez Alberto Michan Halbinger Nicolás Pizarro                          | 12 6 0 4   | 10         | Non qualifiés | Non qualifiés | Non qualifiés                 | Non qualifiés | Non qualifiés | Non qualifiés           | Non qualifiés | Non qualifiés |
| =10                                 | Australie Julia Hargreaves James Paterson-Robinson Edwina Tops-Alexander Matt Williams                       | 8 4 0 12   | 12         | Non qualifiés | Non qualifiés | Non qualifiés                 | Non qualifiés | Non qualifiés | Non qualifiés           | Non qualifiés | Non qualifiés |
| =10                                 | Allemagne Christian Ahlmann Marcus Ehning Janne Friederike Meyer Meredith Michaels-Beerbaum                  | 4 8        | 12         | Non qualifiés | Non qualifiés | Non qualifiés                 | Non qualifiés | Non qualifiés | Non qualifiés           | Non qualifiés | Non qualifiés |
| 12                                  | France Simon Delestre Olivier Guillon Pénélope Leprevost Kevin Staut                                         | 6 4 8 4    | 14         | Non qualifiés | Non qualifiés | Non qualifiés                 | Non qualifiés | Non qualifiés | Non qualifiés           | Non qualifiés | Non qualifiés |
| 13                                  | Belgique Dirk Demeersman Jos Lansink Philippe Lejeune Grégory Wathelet                                       | 8 4 8 4    | 16         | Non qualifiés | Non qualifiés | Non qualifiés                 | Non qualifiés | Non qualifiés | Non qualifiés           | Non qualifiés | Non qualifiés |
| 14                                  | Ukraine Bjorn Nagel Katharina Offel Aleksandr Onishchenko Cassio Rivetti                                     | 4 12 23 5  | 21         | Non qualifiés | Non qualifiés | Non qualifiés                 | Non qualifiés | Non qualifiés | Non qualifiés           | Non qualifiés | Non qualifiés |
| 15                                  | Chili Rodrigo Carrasco Tomas Couve Correa Carlos Milthaler Samuel Parot                                      | 17 5 8 9   | 22         | Non qualifiés | Non qualifiés | Non qualifiés                 | Non qualifiés | Non qualifiés | Non qualifiés           | Non qualifiés | Non qualifiés |

## Sources
- Le site officiel du Comité international olympique
- Site officiel de Londres 2012